# Steve Railsback
Steve Railsback (Dallas, 16 novembre 1945) è un attore statunitense.

## Biografia
Studente all'Actor's Studio di Lee Strasberg, ha lavorato dalla fine degli anni sessanta e nei primi anni settanta in teatro a New York, debuttando sul grande schermo nel 1972 diretto da Elia Kazan ne I visitatori.
Ha interpretato due dei più famosi serial killer americani: Charles Manson nella miniserie televisiva Helter Skelter (1976) e il cannibale Ed Gein in Ed Gein - Il macellaio di Plainfield (2000).
Un ruolo degno di nota al cinema è stato in Professione pericolo che gli ha valso la candidatura al Golden Globe per il miglior attore debuttante del 1981 e il Dallas Film Festival.
Ha spesso lavorato in serie televisive: lo si ricorda soprattutto in X-Files nel ruolo di Duane Barry (1994) ed in Supernatural, nell'episodio pilota del 2005.

## Filmografia parziale

### Cinema
- I visitatori (The Visitors), regia di Elia Kazan (1972)
- Angela, regia di Boris Sagal (1978)
- Professione pericolo (The Stunt Man), regia di Richard Rush (1980)
- Trick or Treats, regia di Gary Graver (1982)
- Space Vampires, regia di Tobe Hooper (1985)
- Il vento (The Wind), regia di Nico Mastorakis (1986)
- Il sopravvissuto (The Survivalist) regia di Sig Shore (1987)
- Scissors - Forbici (Scissors), regia di Frank De Felitta (1991)
- Barb Wire, regia di David Hogan (1996)
- Termination Man, regia di Fred Gallo (1997)
- Vanishing Point, regia di Charles Robert Carner (1997)
- Generazione perfetta (Disturbing Behaviour), regia di David Nutter (1998)
- Ed Gein - Il macellaio di Plainfield (In the Light of the Moon) di Chuck Parello (2000) - Ed Gein
- Slash, regia di Neal Sundstrom (2002)
- La casa del diavolo (The Devil's Rejects), regia di Rob Zombie (2005)
- King - Il re del mondo perduto (King of the Lost World), regia di Leigh Scott (2005)

### Televisione
- Bel Air - La notte del massacro (Helter Skelter) - miniserie TV, regia di Tom Gries (1976) - Charles Manson
- Da qui all'eternità (From Here to Eternity) - miniserie TV, 3 episodi (1979)
- Walker Texas Ranger - serie TV, 1 episodio (1995)
- Ai confini della realtà (The Twilight Zone) - serie TV, 1 episodio (1986)
- X-Files (The X-Files) - serie TV, episodi 2x05 - 2x06 (1994)
- Streghe (Charmed) - serie TV, episodio 2x15 (2000)
- Supernatural - serie TV, episodio 1x01 (2005)
- Kojak - serie TV, 1 episodio (2005)

## Doppiatori italiani
Nelle versioni in italiano delle opere in cui ha recitato, Steve Railsback è stato doppiato da:
- Claudio Capone in Space Vampires
- Gerolamo Alchieri in I ragazzi della prateria
- Carlo Valli in Scissors - Forbici (Alex Morgan)
- Luca Dal Fabbro in Scissors - Forbici (Cole Morgan)
- Cesare Barbetti in Barb Wire
- Saverio Moriones in Ed Gein - Il macellaio di Plainfield